# Turfkoelen
Turfkoelen is een natuurgebied ten oosten van Herkenbosch in de Nederlandse provincie Limburg.
Het is een ven dat is gelegen in een oude meander van de Roer. Met het broekbos en het hoger gelegen naaldbos is een terrein van 11 ha in bezit van de stichting Het Limburgs Landschap. Ten noorden daarvan ligt nog een ven.

## Geschiedenis
Tot omstreeks 1850 werd in het ven turf gewonnen. Tot omstreeks 1920 werd de vegetatie rond het ven, deels bestaande uit holpijp, gemaaid om als stro voor de veehouderij te dienen. Tot in de 20e eeuw was het ven in bezit van Geraedts-Laumans, een familie van houthandelaren. Vandaar dat het ven ook wel Laumansven wordt genoemd. In 1956 werd het zuidoostelijk deel van het gebied door Het Limburgs Landschap gekocht. Het noordwestelijk deel is gemeentelijk eigendom.
In 1999 werd een gedeelte van de vennen uitgebaggerd.

## Natuur
Het ven is bedekt met gele plomp. Diverse watervogels, waaronder de dodaars, broeden er, en er komen een 20-tal libellensoorten voor, waaronder de gevlekte glanslibel. Het wilgen- en elzenbroek langs de oevers herbergt planten als wilde gagel en koningsvaren. Verdere oeverplanten zijn, naast holpijp, hoge cyperzegge, pluimzegge, waterdrieblad, wateraardbei, zompzegge, snavelzegge en veenpluis.